# Правда Шиве
Правда Шиве индијски је филм из 1985. године, снимљен у режији Раџ. Н. Сипи.

## Улоге
| Глумац        | Улога       |
| ------------- | ----------- |
| Џеки Шроф     | Шива / Бола |
| Пунам Дилон   | Ниша        |
| Гулшан Гровер | Викрам      |
| Шакти Капур   | Џаган       |
| Сатиш Каул    | Пракашнат   |
| Мазар Кан     | Рахим       |
| Винод Мера    | Рам         |
| Парикшат Сани | Роберт      |